# ムーラン (ディズニーキャラクター)
- ムーラン (1998年の映画) > ムーラン (ディズニーキャラクター)
- ディズニープリンセス > ムーラン (ディズニーキャラクター)

ファ・ムーラン（Fa Mulan）は伝説の人物に触発された架空のキャラクターで、ウォルト・ディズニー・ピクチャーズの映画『ムーラン』（1998年）に登場する。彼女の声は女優のミン・ナが担当し、歌声は歌手のレア・サロンガが担当している。ロバート・ディー・サン・サウチによって生み出されたムーランは、中国の伝説の戦士花木蘭を元にしており、ディズニープリンセスの中で初めておとぎ話や民話ではなく、伝説に基づいている。彼女の名前「ファ・ムーラン」は、キャラクターの広東語の名前「ファ・ムークラン」に由来する。年老いた戦争退役軍人の一人娘であるムーランは、伝統や法律を無視して、弱った父親の代わりに男装して軍隊に入隊する。
ディズニーは当初、ムーランをヨーロッパに駆け落ちする中国の若い女性として構想していた。しかし、監督のトニー・バンクロフトは、自分の娘たちの幸せを考え、ムーランを強くて独立した新しいタイプのディズニーヒロインにしたいと考えた。そのため、ムーランとリー・シャンとの関係は小さなサブプロットにされ、ムーランの勇気と強さが強調され、彼女が自分の物語の主人公であり続けるようにした。彼女は8番目のディズニープリンセスとなり、映画の中で王族でも王子と結婚して王族になったわけでもない最初のプリンセスとなった。ポカホンタスは酋長の娘であるため、技術的にはプリンセスと見なすこともできるが、ムーランはそうではないが、それでもラインアップに含まれている。また、彼女はアジア系のディズニープリンセスとしても初めてである。ムーランはディズニー・ルネサンス期に製作された最後のプリンセスでもある。ムーランの監修アニメーターはマーク・ヘンで、彼は意図的にムーランを前任者たちよりも女性らしく見えないようにデザインした。
ムーランの性格に対する評価は概ね好意的で、彼女の勇気と英雄的行動が称賛されている。しかし、シャンとのロマンスがムーランの英雄性を損なっているとの批判もある。ウェンとサロンガは、その役割への貢献によりディズニー・レジェンドを受賞している。劉亦菲は、1998年のオリジナル映画の2020年実写版『ムーラン』で実写版のムーランを演じた。

## 製作

### 構想と執筆
ムーランはもともと1994年に、悲しい中国の少女がイギリスの王子と一緒になるために西洋に駆け落ちするという短編アニメとして構想されていた。伝統的な物語や民話に基づく一連のプロットを製作している間に、児童書作家のロバート・ディー・サン・サウチは、病気の父親の代わりに男装して軍に入る中国の女性、花木蘭についての古代中国の詩『木蘭辞』を発見した。花木蘭の物語に魅了されたサン・サウチは、この詩をディズニーに提案し、スタジオは彼自身を映画のプロットとストーリーを書くために雇った。
ムーランは「自分に忠実である」という古くからのテーマを探求しており、共同監督のトニー・バンクロフトはキャラクターの役割を「自分が誰であるかを変えられない少女が、彼女にどうあるべきかを指示する異なる社会の中で生きる物語」と要約している。『木蘭辞』が非常に愛され、よく知られた物語であるため、サン・サウチはキャラクターの一貫性を保つことを望んでいた。しかし、ムーランが軍に入隊する前に両親の許可を求めないなど、物語に関していくつかの創造的な自由が取られた。ムーランの姓は、詩がもともと書かれた言語に敬意を表して、広東語の「ファ」とされた。最後に、ムーランの正体は映画の中で敵との最初の遭遇後すぐに発見されるが、彼女の仲間たちは戦争の12年間の間ずっと無知なままで、ムーランが家に帰るまで彼女の正体を知らないままだ。
従来のディズニーの伝統的なアニメ映画とは異なり、ムーランとリー・シャンの間の発展するロマンチックな関係は、映画評論家のアンディ・クラインが指摘するように、伝統的な中心プロットというよりもサブプロットとして扱われている。クラインは「ムーランはいつか王子が来るのを待っているわけではない。王子が来たとき、彼は主に男としてムーランを知り、彼女の深い資質に感嘆することを学ぶので、ロマンスは控えめで微妙だ」とコメントしている。映画全体を通して、彼らはお互いにより良い、真の自分に変わるために助け合いながら、真の可能性を達成しようとしている。

### キャスト

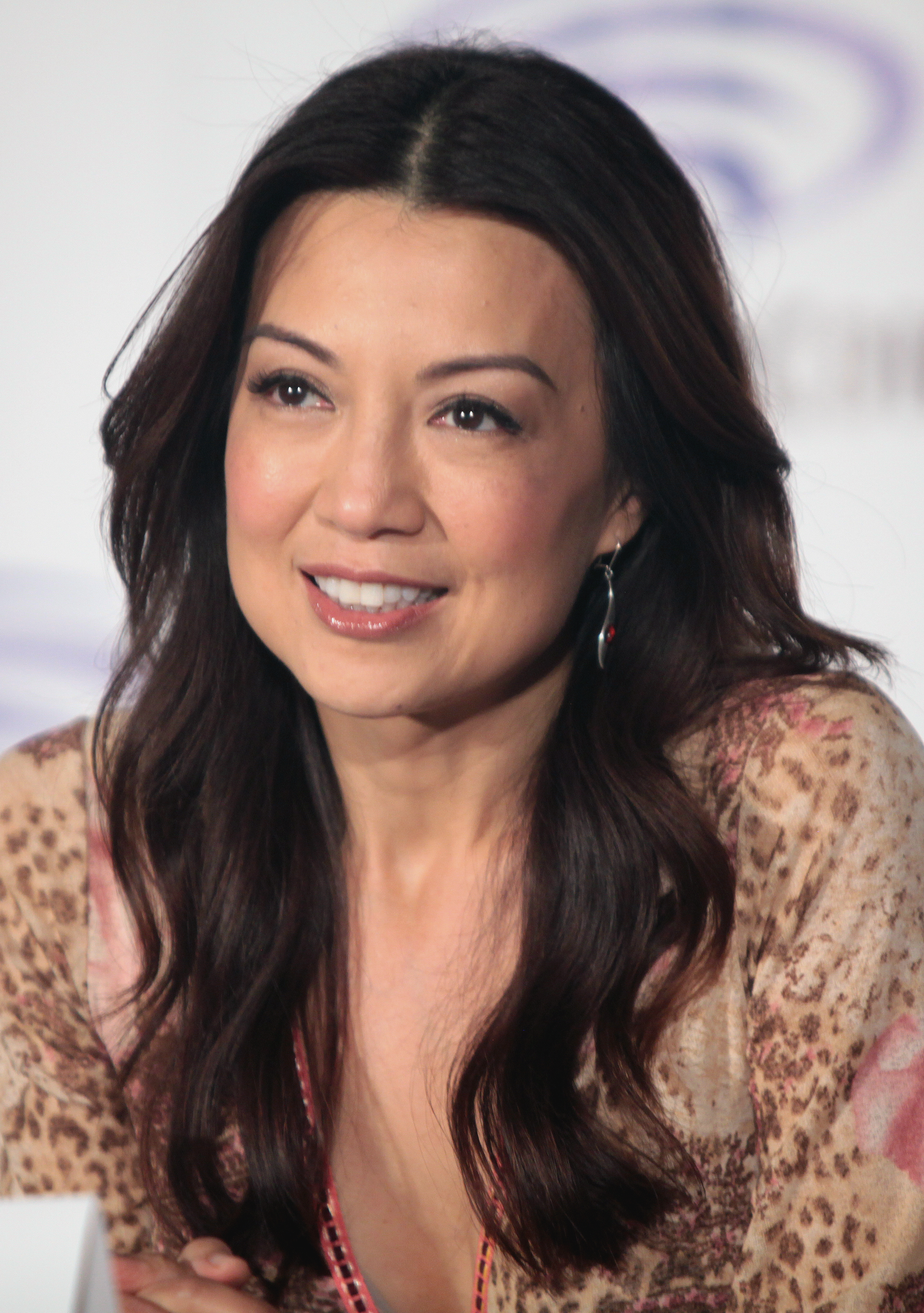
女優のミン・ナは、両アニメ映画でムーランの声を担当した。

ムーランの声は女優のミン・ナが担当している。ムーランが「伝統的な中国の価値観を表し」、「劇的で…父親に親しく、非常に敬意を持っている」と描写されているため、バンクロフトはウェンがムーランに「完璧な」声を持っていると考えた。また彼はその声を「非常に中国的」とも表現した。中国のマカオで生まれ育ったウェンは、役のオーディションの時点で花木蘭の伝説と『木蘭辞』に非常に詳しかった。彼女は子供の頃に母親からこの詩を読んでもらって育ったためだ。ウェンは「中国の子供はみんなこの物語で育つと思う」と説明し、この詩の中国における人気を、アメリカのジョージ・ワシントンが父親の大切な桜の木を切り倒すという話に例えた。
ムーランはウェンにとって初めての声優の仕事だった。IGNとのインタビューで彼女は録音プロセスについて詳しく語り、特にムーランのセリフの大部分を一人で録音する必要があったことについて触れた。「私はこの物語が本当に好きで、ムーランのキャラクターにとても共感したので、私にとっては簡単でした。想像力を使うのが大好きでした。まるで子供に戻ったような気分で、空想の剣を振り回し、空想の馬に乗り、空想のドラゴンと話しているような感じで、とても楽しかったです」と彼女は語った。映画の中でムーランが彼女の守護者であるミニチュアの中国の竜、ムーシュ（アメリカの俳優でコメディアンのエディ・マーフィが声を担当）と何度もシーンを共有しているにもかかわらず、ウェンと彼女の共演者はそれぞれ別々の場所で異なる時間に録音していたため、実際には一度も会ったことがなかった。
ムーランの声にキャスティングされたとき、ウェンはすぐにディズニーからキャラクターの歌声を担当しないことを告げられた。彼女はこの決定に特に気を悪くせず、冗談めかして「彼らを責めません」とコメントした。監督たちはフィリピンの歌手で女優のレア・サロンガをウェンの代わりにムーランの歌声を担当するために雇い、映画の歌「リフレクション」「闘志を燃やせ」「愛しき女よ」でその歌声を聞くことができる。トーマス・S・ヒシャックの著書『Disney Voice Actors: A Biographical Dictionary』によると、サロンガは当初、ムーランの声と歌声の両方を担当する予定だった。しかし、監督たちは最終的に、彼女がムーランの男性の変装である「ピン」を演じる試みがあまりにも説得力に欠けると感じ、最終的にサロンガをウェンに置き換えた。ムーランの6年前、サロンガはディズニーの『アラジン』（1992年）でアメリカの女優リンダ・ラーキンに代わってジャスミンの歌声を担当していた。ムーランのオーディションの際、サロンガは冗談めかして「なぜオーディションを受けなければならないのですか？…すでにプリンセスだったのに、それだけでは足りなかったのですか？」と言った。

### 特性評価とデザイン
映画の脚本は常に改訂され、書き直されていた。それに伴い、ムーランのキャラクターと役割も変わっていった。脚本家たちは、ムーランを「ティアラを必要としないが、それでも優雅で強く、勇敢なディズニーヒロイン」として描きたかった。バンクロフトと彼の双子の兄弟でありアニメーターでもあるトム・バンクロフトは、合計で7人の娘がいる。これもムーランを「困っている乙女」ではなく「自分の物語の真のヒロインである強い女性ディズニーキャラクター」として描くことへのインスピレーションとなった。「ムーランには強さと勇気の特性が必須だった」とバンクロフトは語っている。『クリスチャン・ポスト』のインタビューで、バンクロフトは映画の監督としてムーランの制作中、彼の2人の幼い娘たちの幸福を常に考慮していたことを詳述し、「以前には見たことのないユニークなヒロインを作りたかった」と述べ、彼女たちに「王子に救われることなく、自分自身で強くなる誰か」を提供したいと考えたと語った。ムーランが伝統的なディズニーヒロインやプリンセスとどのように異なるかについて、バンクロフトは「ほとんどのディズニーヒロインは外部からの助けで変わる。ムーランは一貫している。映画の最初から最後まで、彼女の性格や意欲は変わらない」と説明した。
「彼女を描くとき、ピンとして兵士に変装しているときとムーランとしての彼女を描くときで、少しデザインを調整する機会があった。これは私たちが活用した点だった。だから、彼女を少年に変装させるのは確かに挑戦だった。彼女はまだ女の子であり、男の子がどういうものか、男の子がどう動いてどう振る舞うかを理解していない。それを学ぶのも彼女の一部だった。これがムーランを描く楽しさと挑戦の一部だった。基本的に二つのキャラクターを扱うことができるということだ。」 — ヘン、ムーランを「ピン」としてアニメートすることについて。
視覚的には、アニメーターたちは伝統的な中国や日本のアートから影響を受けた。特にムーランに関しては「キャラクターのシンプルな線が古典的なアジアの絵画に似ている」とされる。中国のアーティスト、陳怡がアニメーターたちを指導し、「これらのデザインを考案するのを助けた」。マーク・ヘンはムーランの監督アニメーターを務めた。ムーランが「ピン」として男装するキャラクターをアニメートすることは、ヘンにとって前例のない挑戦だった。この独特な問題を解決するために、ヘンは「彼女が兵士としてピンに変装したとき、ムーランとしての自分とは物理的に少し異なるようにデザインを調整する機会」を得た。ムーランは、前任の伝統的なディズニーアニメのヒロイン、特に『ポカホンタス』（1995年）のポカホンタスや『ノートルダムの鐘』（1996年）のエスメラルダよりも女性らしさを抑えてデザインされた。「バービーのような体型では軍隊で男として通用しないからだ」とヘンは述べている。
ヘンは「ムーランの物語がとてもユニークで魅力的だったため、最初から私を魅了した」と語っている。伝統的な中国のスタイルを用いてキャラクターの独特な感情をアニメートすることは、ヘンにとって多少の挑戦だった。彼は「人間のキャラクターを作るとき、リアリズムを追求するわけではない。デザインのビジュアルツールを使って信じられる感情を伝える魅力的な描き方を見つけるバランスだ」と説明している。ムーランに加えて、ヘンはムーランの年老いた父親であるファ・ゾウのアニメーションも担当していた。彼は二人のキャラクターの複雑な関係を「物語の感情的な中心」と表現した。娘を一人持つ父親として、ヘンは自分の感情や過去の個人的な経験からインスピレーションを得て、二人のキャラクターが共有するいくつかの親密なシーンをアニメートした。
いくつかの映画評論家はムーランをおてんば娘だと表現している。IGNのアンディ・パトリツィオは「この少し現代風にアレンジされたバージョンでは、ムーランは反抗的でボーイッシュな面がある。ため息をつく両親の願いにもかかわらず、彼女は良い従順な妻になることには興味がない」と観察している。『Queers in American Popular Culture Volume 1: Film and Television』に寄稿したジョー・ジョンソンは「他のディズニーヒロインとは異なり、ムーランはすぐにおてんば娘としてコード化されている」と書き、キャラクターが口いっぱいに話す様子を観察している。ジョンソンはまた、ムーランのデザインと性格が伝統的なディズニーヒロインやプリンセスと異なる点をいくつか指摘し、キャラクターの不器用でぎこちない態度、広い肩と筋肉質の手足、乱れた一本の髪の毛、そして「伝統的に細いディズニーのウエスト」を隠すゆったりとした衣装の選択を挙げている。また、ムーランの知性は多くの専門的な分析で観察されており、批評家たちはキャラクターを「頭脳明晰」としてしばしば引用している。

## 出演

### 映画

#### ムーラン
フン族がシャン・ユーに率いられて万里の長城を突破し、中国に侵攻する。中国の皇帝は、自分よりも市民を守るために軍隊を動員し、各家庭から一人の男性が徴兵されることを命じる。ムーランのお見合いがひどく失敗した後、チ・フーが彼女の家にやってきて父親を徴兵する。ムーランは、退役軍人の父親がもう一度戦争に行くことはできないと抗議するが、チ・フーと父親の両方に黙らされる。その夜、ムーランは父親の古い鎧を取り、ピンという少年に変装して父親の代わりに軍隊に入隊する。ムーランの出発を知った先祖たちは、恥をかかされた元守護者の小さなドラゴン、ムーシュに「偉大な石の竜」を目覚めさせ、ムーランを連れ戻すよう命じるが、ムーシュは誤ってその像を壊してしまう。ムーシュはムーランと一緒に軍隊に参加し、彼女を訓練して先祖たちに再び守護者として認めてもらおうと決意する。
訓練キャンプに報告すると、ムーランは男性として通用するが、最初は軍事技能に欠けている。ムーシュはムーランに男らしく振る舞う方法を不器用に教える。リー・シャン隊長の指揮の下、彼女と仲間の新兵ヤオ、リン、チエン・ポーは次第に訓練された戦士となる。ムーランの成功を願うムーシュは、シャンの父親であるリー将軍からの偽の命令を作成し、シャンに主力軍を追って山に向かうよう命じる。増援部隊は出発するが、焼け落ちたキャンプに到着し、リー将軍と彼の部隊がフン族によって虐殺されたことを発見する。
増援部隊が山を出ると、フン族の奇襲を受けるが、ムーランは巧みに大砲を使って雪崩を引き起こし、侵略者の大部分を埋める。激怒したシャン・ユーは彼女の胸を斬るが、雪崩が収まった後、傷を包帯で巻くと彼女の正体が明らかになる。
法律に従ってムーランを処刑する代わりに、シャンは彼女の命を助けるが、彼女を軍隊から追放する。ムーランは一人でフン族の壊滅を報告するために皇帝の都に向かう仲間たちを見送る。しかし、シャン・ユーを含む6人のフン族の戦士が雪崩から生き残り、ムーランは彼らが皇帝を捕らえるために都に向かっているのを目撃する。
皇帝の都で、ムーランはシャンにシャン・ユーが生きていることを納得させることができない。フン族は皇帝を捕らえ、宮殿を占拠する。ムーランの助けを借りて、ヤオ、リン、チエン・ポーは妃のふりをして宮殿に入り込む。シャンの助けを借りて、彼らはシャン・ユーの手下を倒す。シャンが皇帝を暗殺しようとするシャン・ユーを阻止する間、ムーランはフン族のリーダーを屋根に誘い込み、一騎打ちを行う。その間に、ムーランの指示と合図でムーシュが大きな花火をシャン・ユーに向けて発射する。花火はシャン・ユーに当たり、彼を花火の打ち上げ塔に吹き飛ばし、爆発によって彼は死ぬ。
ムーランは皇帝と都の住民から賞賛され、前例のない名誉を受ける。皇帝の紋章とシャン・ユーの剣を贈られるが、彼の顧問になる申し出を丁重に断り、家族に戻ることを願う。
ムーランが家に帰ると、彼女はこれらの贈り物を父親に渡し、父親はムーランが無事に戻ってきたことに大喜びする。ムーランに心を奪われたシャンは、彼女の兜を返すという名目で家にやってきて、夕食に招待される。ムーシュは先祖たちからファ家の守護者として復職され、再び祝賀会が開かれる。ムーランがムーシュに感謝を述べ、彼の額にキスをし、それに続いて彼女の犬リトルブラザーがやってきて、鶏たちが寺院に飛び込んできて、偉大な先祖がムーシュの名前を呼び、映画は幕を閉じる。

#### ムーラン2
最初の映画の出来事からちょうど1か月後、ムーランとリー・シャンは結婚の準備をしていたが、皇帝からの任務で気をそらされる。皇帝は、自分の3人の娘をそれぞれの結婚式に送り届けるように頼んだのだ。旅の途中で、ロマンチックな二人の関係はさまざまな問題で意見が対立し、少し緊張が生じる。その間、ムーシュはムーランがシャンと結婚すると、自分はもう守護霊として必要なくなることに気づき、二人を別れさせようと企む。盗賊が襲撃したとき、ムーランとシャンは彼らと戦うが、シャンがムーランを救おうとして命を落としたかのように見え、ムーランは大きなショックを受ける。3人の王女が無理やり結婚させられないようにするため、ムーランは彼女たちの代わりに隣国の支配者の長男と結婚することを決意する。シャンは事故から生き延び、結婚式を止めるために間に合うが、最終的にムーランはムーシュに救われる。ムーシュは「団結の金龍」として現れ、3人の王女を誓いから解放し、自らムーランとリー・シャンを結婚させ、ムーランはムーシュの行動を許す。その後、ムーランはリー・シャンにムーシュの存在を伝え、シャンは自分の家族の寺院とムーランの家族の寺院を合併させ、ムーシュがその地位を維持できるようにする。

#### シュガー・ラッシュ:オンライン
ムーランは他のディズニープリンセスたちと共に、映画『シュガー・ラッシュ:オンライン』に登場したことが2017年のD23エキスポで発表された。

#### 実写映画

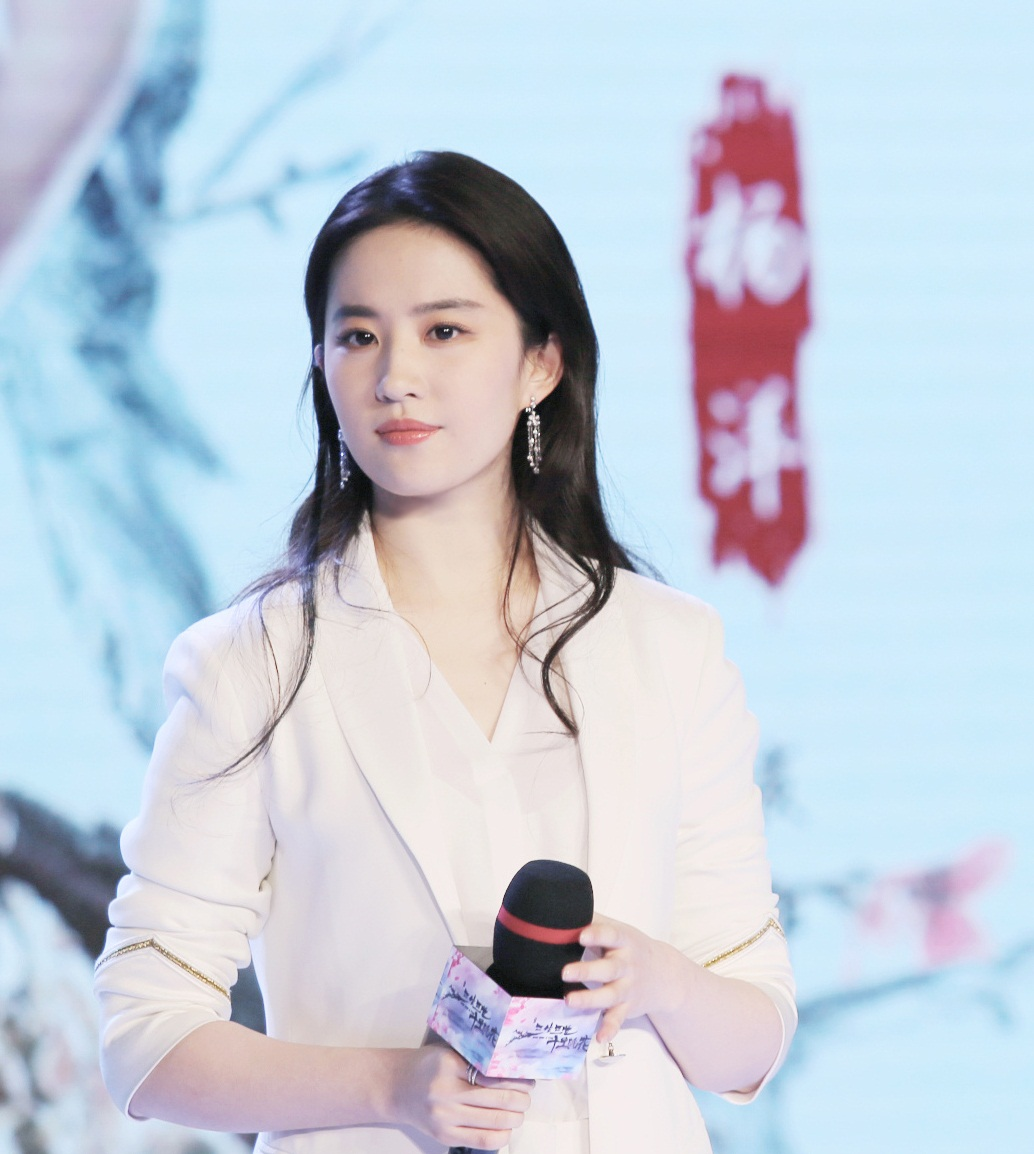
劉亦菲

劉亦菲が1998年のアニメ映画の実写版でムーランを演じている。実写映画でのムーランの旅は、ほとんどアニメ映画と同じだ。ただし、彼女にはオリジナル映画には登場しなかった妹がいて、家に帰った後に皇帝の護衛隊に入るかどうかを再考する。また、ムーシュの代わりに不死鳥が彼女の守護者として登場する。

#### ワンス・アポン・ア・スタジオ -100年の思い出-
ムーランは短編映画『ワンス・アポン・ア・スタジオ -100年の思い出-』に登場する。「星に願いを」の最後近くで、白雪姫やアーシャと一緒に歌い、グループ写真では王子の隣に座っている。

### ディズニープリンセス
ムーランはディズニープリンセスの公式メンバーとして8番目に認定された。このメディアフランチャイズは若い女の子向けにマーケティングされている。ムーランは、子供たちに諦めないこと、性別の役割にとらわれないこと、そして家族と名誉の重要性を示している。これらの映画の要素は、家族や名誉の重要性といった伝統的な中国の文化価値観に沿ったものである。公式ディズニープリンセスのウェブサイトでのキャラクターの短い紹介文には、「ムーランは愛情深く、常に勇敢で大胆な女の子です。国が最も必要とするときに、彼女は男装して戦いに出ます。勇気と決意を持って勝利を収めます」と書かれている。ムーランはディズニープリンセスの一員ではあるが、王や女王の娘として生まれたわけでも、王子と結婚してプリンセスになったわけでもないため、伝統的な意味での正当なプリンセスではない。彼女はフランチャイズ初で、現在唯一の東アジア出身のメンバーである。

### アトラクション

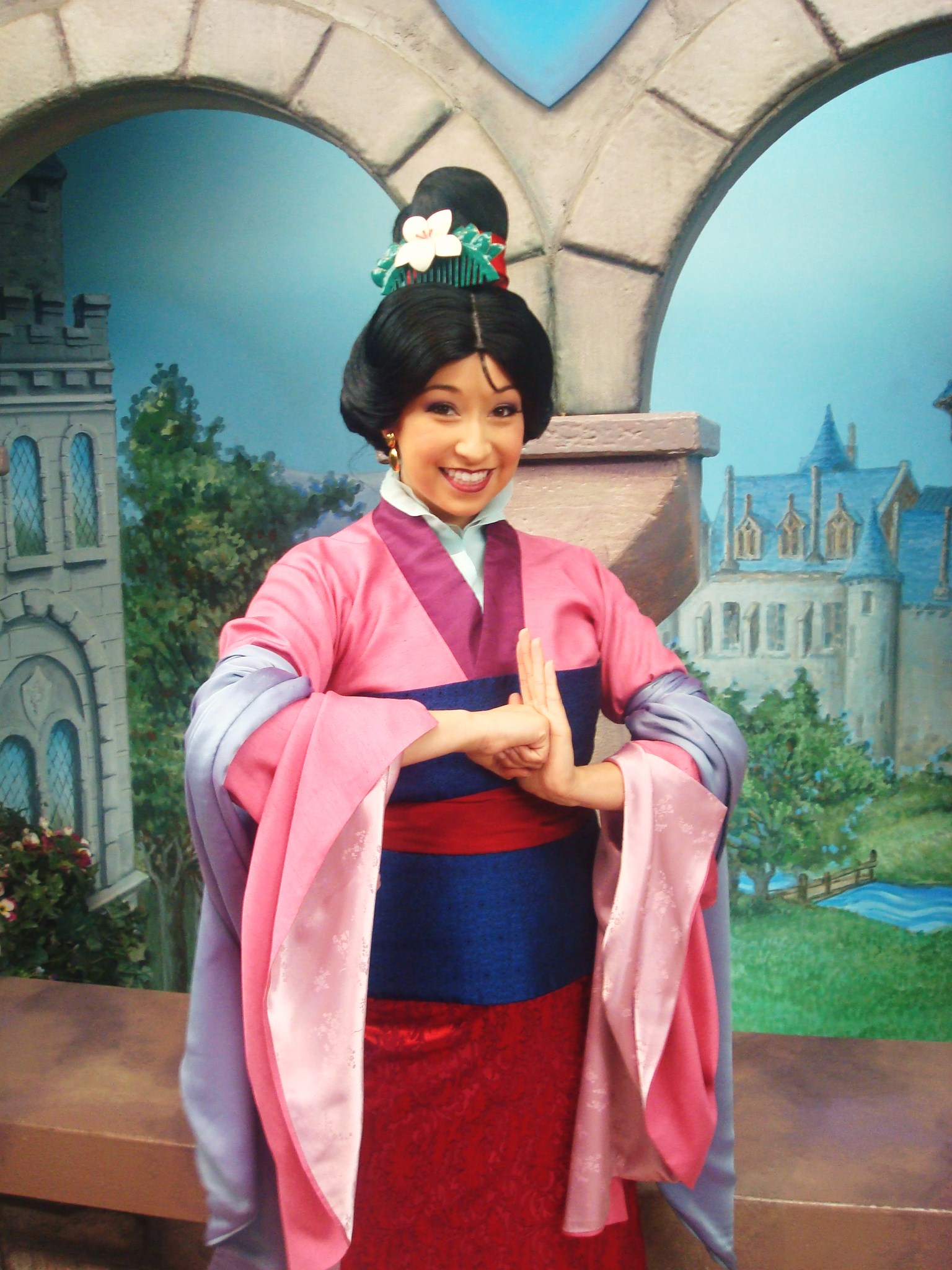
ディズニーランドのムーラン。

ムーランはウォルト・ディズニー・パークス＆リゾーツで、エプコットの中国館を含む様々な場所で定期的にグリーティング、パレード、ショーに登場する。ムーランとムーシュは凧の形で、香港ディズニーランドとディズニーランドの「イッツ・ア・スモールワールド」にカメオ出演している。ほとんどのパークでは、ムーランはアドベンチャーランドでリー・シャンやムーシュと一緒に見かけることが多い。マジック・キングダムのプリンセス・フェアリーテイル・ホールには、他のディズニープリンセスたちと一緒にムーランの肖像画が飾られている。
ディズニー・クルーズ・ラインの船や香港ディズニーランドでは、ムーランとリー・シャンがステージショー「ゴールデン・ミッキーズ」に出演することがある。ムーランは船上でもグリーティングに登場することが知られている。彼女はまた、「ディズニー・オン・アイス」のショー「プリンセス・クラシックス」と「プリンセス・ウィッシーズ」にも出演している。

### テレビ番組
ムーランは『ハウス・オブ・マウス』のテレビシリーズや、ビデオリリースされた『ミッキーのマジカル・クリスマス/雪の日のゆかいなパーティー』にカメオ出演している。彼女はシンデレラと一緒に、ディズニープリンセスのDVDシリーズ『DISNEY PRINCESS おとぎの国のプリンセス/夢を信じて』の第2弾に登場する予定だったが、第1弾の売り上げが悪かったため、2008年のプレミア予定はキャンセルされた。
2014年8月に、ミン・ナとレア・サロンガはディズニーチャンネルの番組『ちいさなプリンセス ソフィア』で、『ムーラン2』以来初めてムーランの役を再び演じた。エピソード「どうくつのたからもの」で、ムーランはソフィアとその友人のアンバーとジュンに「Stronger Than They Know」と歌で思い出させる。ムーランはこの番組に登場する7番目のディズニープリンセスである。

### ビデオゲーム
ムーランは、1999年12月にディズニー・インタラクティブ・スタジオがソニーのPlayStation専用にリリースしたアクションビデオゲーム『ディズニーのストーリースタジオ: ムーラン』でプレイヤーキャラクターとして登場する。このゲームは、オリジナルのアニメ映画のプロットを元にしており、「プレイヤーがムーランの役割を引き受け、失われた巻物を探す」というコンセプトと前提に基づいている。ムーランは、前の年の1998年10月10日にTHQがゲームボーイ用にリリースした『Disney's Mulan』という同様のビデオゲームでもプレイヤーキャラクターとして登場する。
『ディズニー インフィニティ3.0』でもムーランはプレイヤーキャラクターおよびフィギュアの一つとして登場する。
『ディズニーマジックキングダムズ』では、期間限定でムーランをプレイヤーキャラクターとしてアンロックできる。また、『ディズニー スピードストーム』でもアンロック可能なレーサーとして登場する。

#### キングダムハーツシリーズ
ムーランはスクウェア・エニックスとディズニーのビデオゲーム『キングダムハーツII』の「ザ・ランド・オブ・ドラゴン」ワールドに登場し、ミン・ナがムーランの役を再び演じている。彼女はソラを戦闘で助け、ドナルドかグーフィーのどちらかに代わってパーティーに参加する。彼女は「祖先の剣」と呼ばれる剣を使って戦い、ムーシュのおかげでレッドロケットなどの火を使ったコンビネーション攻撃を行う。ソラが彼女の世界を初めて訪れる際には、彼女は大部分を「ピン」という偽名で過ごすが、2回目の訪問時にはその偽名を使わなくなっている。この訪問は映画のストーリーに沿ったものであるが、2回目の訪問では、シグバールやストームライダーハートレスと対決する新しいストーリーが展開される。

### 書籍

#### Reflection: A Twisted Tale
『ディズニー ツイステッドテール』の第4巻では、著者エリザベス・リムが「もしムーランが冥界に旅しなければならなかったら？」という問いを投げかけている。この本では、シャンが死んでしまい、ムーランがシャンの魂を救って生き返らせるために中国の冥界に旅をするというストーリーが描かれている。この本は中国神話を大いに参考にしている。

## 評価と遺産

### 批評家の反応
ムーランの性格やキャラクターは概ね好意的に評価されている。『タイムアウト』はムーランを「男性中心の世界で立ち上がる元気な若いチャレンジャー」と称賛している。『TVガイド』のケン・フォックスは、「知的で独立心が強いムーランは、女性は常に従順で夫に尽くすべきだという社会的期待に反して行動する」と書いている。『ボックスオフィス』のブリジット・バーンは「ムーランは誇り、魅力、精神、そして美的魅力を持ち、彼女が参加する活気に満ちたエキサイティングなアクションに負けない」と評価している。『バラエティ』のトッド・マッカーシーは、ムーランが「受動的なヒロインが無難な高貴な王子に救われる古典的なディズニー作品からの転換」を促していると称賛している。マッカーシーはさらに、「ここでは、女の子が王子だけでなく皇帝も救う。この遠い文化では、女性は厳格な規則に従うことが期待されていた」と続けている。同様に、『ザ・シンシナティ・エンクワイヤラー』のマーガレット・A・マクガークは「ムーランは筋力以上に頭脳を発揮して『G.I.ジェーン』のジレンマを解決する」と称賛している。『エンパイア』のイアン・フリーは「ウォルトのアニメカノンの中で最強のヒロインの一人」とし、「ムーランの脆さと大胆さの組み合わせは応援せずにはいられない」と述べている。『オースティン・クロニクル』のホリス・チャコナはムーランを「魅力的な主人公」と称し、『ロサンゼルス・タイムズ』のケネス・トゥランも「何があっても自分に忠実であることを求める活気ある反逆者として、ムーランは若い女性層にとって完璧なヒロインだ」と評価している。さらに彼女を「ポカホンタスよりも好感が持てて資源に富んだロールモデル」と称している。
ムーランのキャラクターは概ね好意的に受け取られているが、一部の批評家からは軽い批判や臆測もあり、総じて賛否両論のレビューが寄せられている。『エンターテインメント・ウィークリー』のオーウェン・グレイバーマンは、「『美女と野獣』や堅実で徳のある『ポカホンタス』よりも、ムーランは機知を駆使する少女を見せている…これは頭脳の力が筋力に勝る証だ」と書いている。しかし、彼は続けて「ムーランはディズニーの最高作品には一歩及ばない…ヒロインのエンパワーメントが感情的に孤立したクエストのままだからだ」と述べている。同様に、『シアトル・タイムズ』のモイラ・マクドナルドはムーランを「強く魅力的なキャラクターで、多くのディズニーキャラクターとは異なり、誰かに助けてもらう必要がない」と評価しながらも、「ムーランに自尊心の問題を持たせる必要が本当にあったのか？彼女はとても自信に満ちて知的に見えるので、鏡に映る自分に『価値のあるもの』を見たいと言う彼女の悲しい言葉は少しショックだ」と疑問を呈している。
批評家たちの評価は一様ではなかった。『フェニックス』のジェフリー・ガンツは、キャラクターが独創的でなく不正確で西洋化されていると感じ、「（特にムーランがマッチメーカーに会いに行くときに着ている着物と帯）と髪型は日本風に見える…ムーランにネイティブ・アメリカンの特徴を与えれば、ポカホンタスになる」と書いている。同様に、『ReelViews』のジェームズ・ベラーディネリはキャラクターの描写が「おなじみすぎる」と感じ、「彼女はアリエル、ベル、ジャスミン、ポカホンタスとは見た目は違うが、ムーランは非常に同じタイプの個人だ。強く独立した女性で、自分の文化の慣習に従うことを拒む。映画は男女の平等の考えを強調する点であまりにも露骨だ」とレビューしている。また、『ガーディアン』のアレックス・フォン・チュンゼルマンのように、ムーランの暴力性を批判する者もおり、「ディズニーはムーランをキラーでありヒロインにしようと苦労している…映画は慎重に中間の道を歩もうとしており、ムーランが雪崩を引き起こしてフン族の大部分を殲滅し、花火でシャン・ユーを片付けることを示唆している。とても綺麗だが、技術的には殺している」と書いている。しかし、彼は結論として「ディズニーのヒロインとしては、ムーラン自身が標準的な感傷的なプリンセスよりも明確に改善されている」と述べている。
2020年の映画でのリウのムーラン役の演技は、批評家から概ね好評を得た。『シカゴ・サンタイムズ』のリチャード・ローパーはリウの演技を「スターの演技」とし、「時代を超えた、ステレオタイプを打ち破るヒーロー戦士」と表現している。『IndieWire』のケイト・アーブランドは、リウのムーラン役について「魅力的」と評価し、「控えめで内気なムーランと、無条件のバッドアスに進化するムーランの両方を自然に演じている」と付け加えた。『サンフランシスコ・クロニクル』のミック・ラサールは「リウはムーランの役で非常に強い存在感を持っているので、後になって気づくのは、彼女がムーラン自身を見ていたのではなく、難しい役で優れた演技をしていた人だったということだ。ムーランの旅を不安から栄光に至るまで描くという挑戦に加え、リウはバレエのような優雅さで肉体的な厳しさをこなさなければならなかった」と書いている。『ロンドン・イブニング・スタンダード』のシャーロット・オサリバンはリウを「戦闘スキルと感情が見事なムーラン」と称賛し、「リウは13歳に見えることが多いが、実際には33歳だ。彼女の顔は見飽きることがない。彼女の魂の深さにはメリル・ストリープのようなものがあり、すべての動きが魔法のようだ」と述べている。RogerEbert.comのクリスティ・レミレは「リウの演技はもう少し感情を込めればもっと強力だったかもしれない」と書いているが、それでも「素晴らしい」とし、「彼女の見せる冷静さと身体能力が彼女を説得力のある戦士にしている」と評価している。

#### シャンとの関係
ムーランが一般的に好意的なレビューを受けたのとは対照的に、リー・シャンとの恋愛関係についての批評は主に否定的で、ムーランが「典型的な女の子が男の子と結ばれるエンディング」を迎えていると批判された。『シカゴ・サンタイムズ』のロジャー・イーバートは、「ここでのメッセージは標準的なフェミニストのエンパワーメントだ。結婚仲介人に逆らい、男装し、自分のキャリアを選ぶ。しかしムーランは二つの方法を取っている。結局、ムーランの心は彼女が仕える若くてハンサムなキャプテン、シャンにときめく。この映画は男性ヒーローがヒロインを救うという伝統を破っているが、依然として西洋のロマンティックラブの考えに完全に依存している」と述べた。『ニューヨーク・タイムズ』のジャネット・マスリンも否定的に「ムーランが結婚仲介人に反抗する勇気と独立心を持っていても、結局は白馬の王子様を必要とするおとぎ話の範疇に収まっている」と評した。

『ティーン・インク』の映画評論家は、ムーランとシャンの関係を性差別の一例として挙げてこう書いた。
「ムーランはフェミニストのディズニー映画として称賛されている。若い女性が自分の機知、誇り、そして強い家族の名誉を使って、中国を勝利に導く姿を描いているからだ。その間、彼女はピンという名の男に変装している。ムーラン（ピンとして）が軍の指揮官や仲間たちの尊敬を得ても、彼女が女性だとわかると、軍の指揮官であり、恋の相手になりうるシャンは彼女への尊敬を失い、彼女を憎むようになる。ピンとしてのムーランはシャンよりも良い仕事をしていたが、シャンがピンが女性だと知ると、その馬鹿げた男のプライドが壊れる。ムーランは死刑を宣告され、映画のマッチョな男であるシャンが彼女の運命を決めることになる。彼女が生き延びる唯一の理由は、シャンが彼女を家に送り返すことに決めたからだ。すごい話だ。さらに追い打ちをかけるように、映画の終わりでは、シャンがムーランを求婚者として迎えることで、彼の壊れたプライドを修復する。ムーランがほぼ一人で中国を救った後、禁城で賞賛と歓声を受ける時でさえ、映画の最後にはムーランが本当は男を探しているただの女であることを観客に思い出させる。ムーランの本当の勝利は、国を侵略から守ることではない。いや、シャンと結婚することだ。」 ―ティーン・インク
Common Sense Mediaのベッツィー・ウォレスは、ムーランが「プリンセスの型にはまらず、ほとんどの映画観客は彼女のことを知らなかった」と指摘している。ウォレスは結論として、「最終的に彼女が『白馬の王子様』と結婚しなければならないのは残念だ」と書いている。『Beyond Adaptation: Essays on Radical Transformations of Original Works』への寄稿で、ラン・ドンは「ムーランが女性としての自分に戻ってから成功を収めても、映画の終わりでムーランとリー・シャンの婚約の可能性がその成功を損なっている」と述べている。

### 文化的意義と称賛
ムーランは、その英雄的な行動、民族性、恋愛に興味がないことから、伝統的なディズニーヒロインやプリンセスとは異なり、「ジェンダーステレオタイプに挑戦し、プリンセス中心でないディズニーアニメを提供した」として文化的に認識されている。『ロサンゼルス・タイムズ』のケネス・トゥランは、「独立していて、完全に男の子に夢中ではないヒロイン」というムーランの役割はディズニーにとって新しいものであると指摘した。『ジャカルタ・ポスト』のサラ・ヴィールによれば、ムーランは「自立心や決断力を促し、結婚や恋愛には興味がない...映画は恋愛の解決ではなく、彼女が国を救うことで終わる」と述べている。非白人のディズニープリンセスであるジャスミンやポカホンタスに続き、ディズニー初の東アジア系プリンセスとしてのムーランのキャラクターは、ディズニープリンセスフランチャイズの多様化に貢献し、「有色人種の女性として描かれるディズニープリンセス」を紹介した。『ローリング・ストーン』のピーター・トラヴァースは「ムーランは元気なプレフェミニストを演じている」とコメントし、「彼女はハンサムなシャン隊長に夢中になることはなく、それがシャンをいらだたせる」と続けた。『ポップマターズ』のジェシー・ハッセンジャーは、他のディズニー映画とは異なり、「ムーランは賢く強いヒロインを持っている」と書いている。Box Office Prophetsのライアン・メイジーは、ムーランを「強力な王子の助けを借りずに、自分の運命を完全に自分で切り開く最も重要で前向きなディズニープリンセス映画かもしれない」と評した。
2012年、CNNのステファニー・ゴールドバーグは、「ムーランは父親の代わりに中国軍に入隊したとき、伝統的な性別役割を曲げた」と書き、ムーランを「最も勇敢で英雄的なディズニーアニメヒロインの一人」と認めた。ジョージア工科大学はムーランを「史上最高のディズニーキャラクターの14位」にランク付けした。同様に、2013年にはIGNのジム・ヴェイヴォダによる投票で「最高のアニメディズニーヒロイン」に選ばれた。
1999年、ムーランの主題歌「リフレクション」は、第56回ゴールデングローブ賞で主題歌賞にノミネートされたが、最終的にはセリーヌ・ディオンとアンドレア・ボチェッリの「The Prayer」に敗れた。「リフレクション」はアメリカのレコーディングアーティスト、クリスティーナ・アギレラの成功した音楽キャリアを築くきっかけとなり、彼女は1999年に発売されたプラチナセールスを記録したデビューアルバムにこの曲を収録している。また、この曲はビルボードのアダルトコンテンポラリーチャートで19位に達した。2011年には、レア・サロンガがムーランの歌声を担当したことを記念してディズニー・レジェンドを受賞し、授賞式で「リフレクション」を歌った。ミン・ナも2019年にムーランの声を担当したことを称えてディズニー・レジェンドに選ばれた。

### デザイン変更論争
2013年のディズニープリンセスのリデザインでは、ムーランの映画の外見とは異なる特徴が描かれた。このアートワークでは、ムーランは青い目、大きな唇、明らかに明るい肌、そして映画で着ていない金色の衣装を身に着けている。彼女の新しい外見は、白人化されたことから騒動を引き起こした。ムーランは数少ない有色人種のプリンセスの一人であるため、特に問題視された。『SPARK Movement』のシャボン・L・マッキンストリーは、ムーランのリデザインが「映画での彼女の性格やキャラクターに直接反しているように見える」と書いており、有色人種のプリンセス全員が「目立たなくなったり、完全に新しいディズニー商品から除外されたりしている」とも指摘している。
マッキンストリーは、ディズニーが「一つの特定のプリンセスの人種を描くことを好み、その結果、多くのファンを疎外している」と主張しており、「ブランドに属する10人のディズニープリンセスのうち6人が白人」であることを指摘している。ムーランや他の有色人種のプリンセスの重要性は、2009年にシャロン・ヘイズとステイシー・タントレフ＝ダン医師による子供向けアニメが若い女の子の体のイメージに与える影響に関する研究で明らかになっている。この研究では、3歳から6歳の女の子のグループの30.6%が、自分の外見を変えたいと答えた。そのうち、半数以上が髪型を変えたいと考え、4分の1以上が肌の色など、体の何かを変えたいと答えた。調査対象の女の子全体の8%が、プリンセスになるためには髪の色や肌の色を変えなければならないと考えており、「茶色の肌を白い肌に変える」といった発言をしている。この調査対象グループは主に白人だった。
ディズニーはその後、ムーランのデザインの色合いを変更し、青い目のハイライトを茶色に変え、肌の色を暗くし、彼女の服装を映画の衣装により近づけるように変更した。